# Iglesia de la Asunción de Nuestra Señora (Fanzara)
La iglesia de la Asunción de Fanzara, de estilo barroco, es un templo católico situado al centro del recinto histórico de la población y sede de una parroquia del obispado de Segorbe-Castellón.
Hasta el 1960 perteneció a la Diócesis de Tortosa, siendo la única parroquia de lengua castellana.

## Historia
El antiguo templo, modesto en proporciones y trabajo arquitectónico, fue sustituido por el actual, finalizado en 1682. En 1742 fue construida la capilla de la Comunión, y en 1753, la sacristía.
Es un Bien de Relevancia Local con la categoría de Monumento de Interés Local por la Disposición Adicional Quinta de la Ley 5/2007, de 9 de febrero, de la Generalidad Valenciana, del Patrimonio Cultural Valenciano.

## Arquitectura

### Estructura
El templo es de nave única, con seis tramos, capillas laterales entre los contrafuertes, presbiterio poligonal y, coro alto a los pies. La nave se cubre con bóveda de cañón y lunetos, y la cabecera con bóveda estrellada.
El espacio interior se articula mediante pilastras de orden compuesto sobre las cuales carga un entablamento que rodea la nave, donde bajo la cornisa hay decoración de dentellones. Motivos florales, de hojas y angelitos, rodean las ventanas laterales, y decoran la entablamento por encima los capiteles. Cabezas de serafines decoran los nervios del presbiterio. Y el más significativo es el cubrimiento de las bóvedas por un esgrafiado floral, con motivos eucarísticos en la cabecera y, animales y putti en la nave.

### Fachada principal
La fachada, situada a un lateral de la iglesia, junto a la Epístola, se presenta desnuda excepto la portada, la cual ocupa el espacio entre dos contrafuertes. La portada, con apertura de arco con dintel, está flanqueada por pilastras dóricas, las cuales soportan un entablamento sencillo; por encima, unas pilastras jónicas flanquean una hornacina, y soportan un entablamento cargado con pináculos.

### Torre campanario

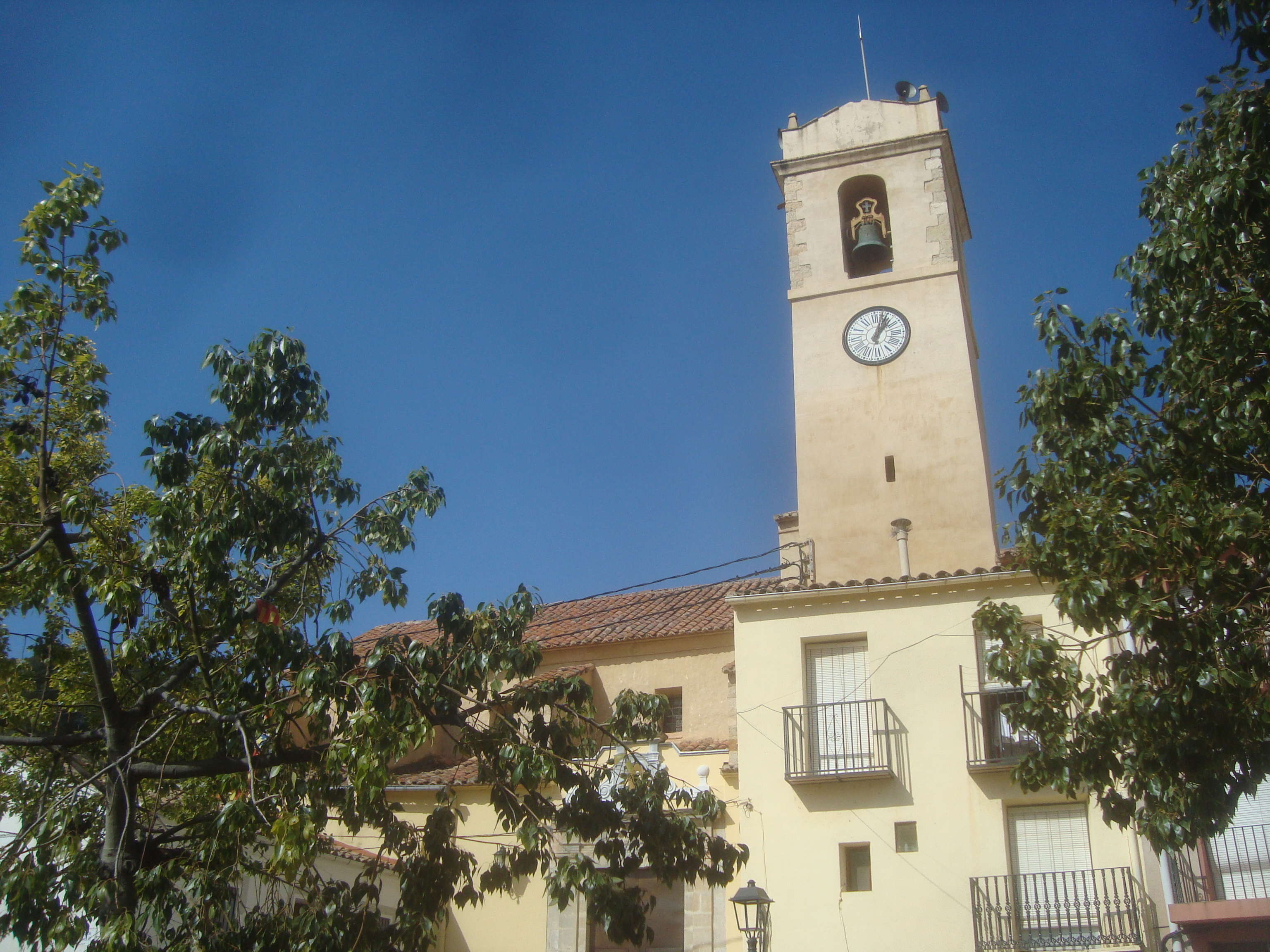
Torre campanario de Fanzara (Castellón, España).

De planta cuadrada, con dos cuerpos, el primero macizo, y el segundo, el de las campanas, con apertura de medio punto en cada cara. Está rematada por una barandilla con pináculos en los lados.

### Capilla de la Comunión
Situada frente a la entrada principal, en el lado del Evangelio, con acceso desde la nave entre dos contrafuertes, tiene planta de cruz griega y está cubierta por cúpula sobre tambor.

### Galería fotográfica

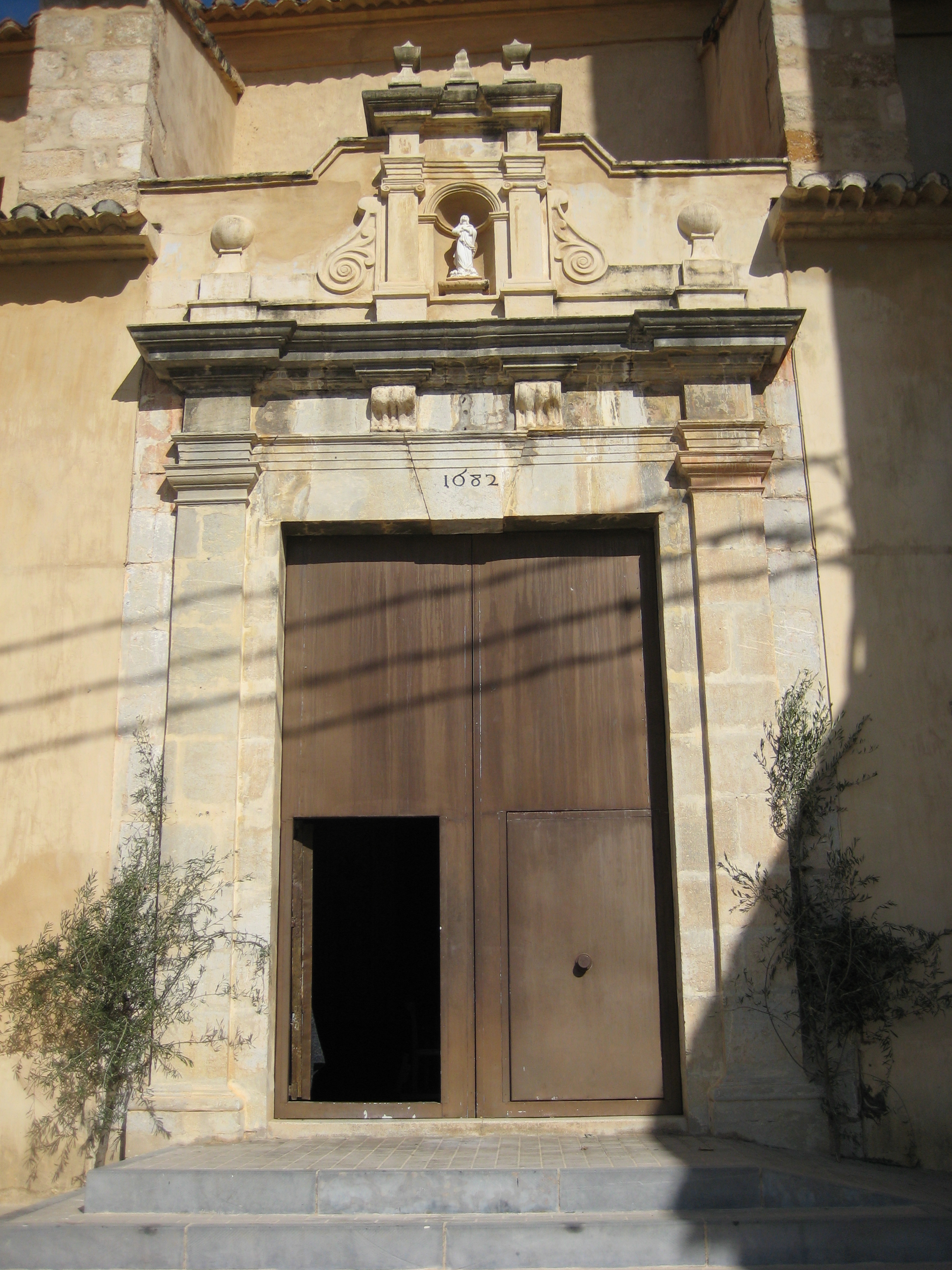
Portada
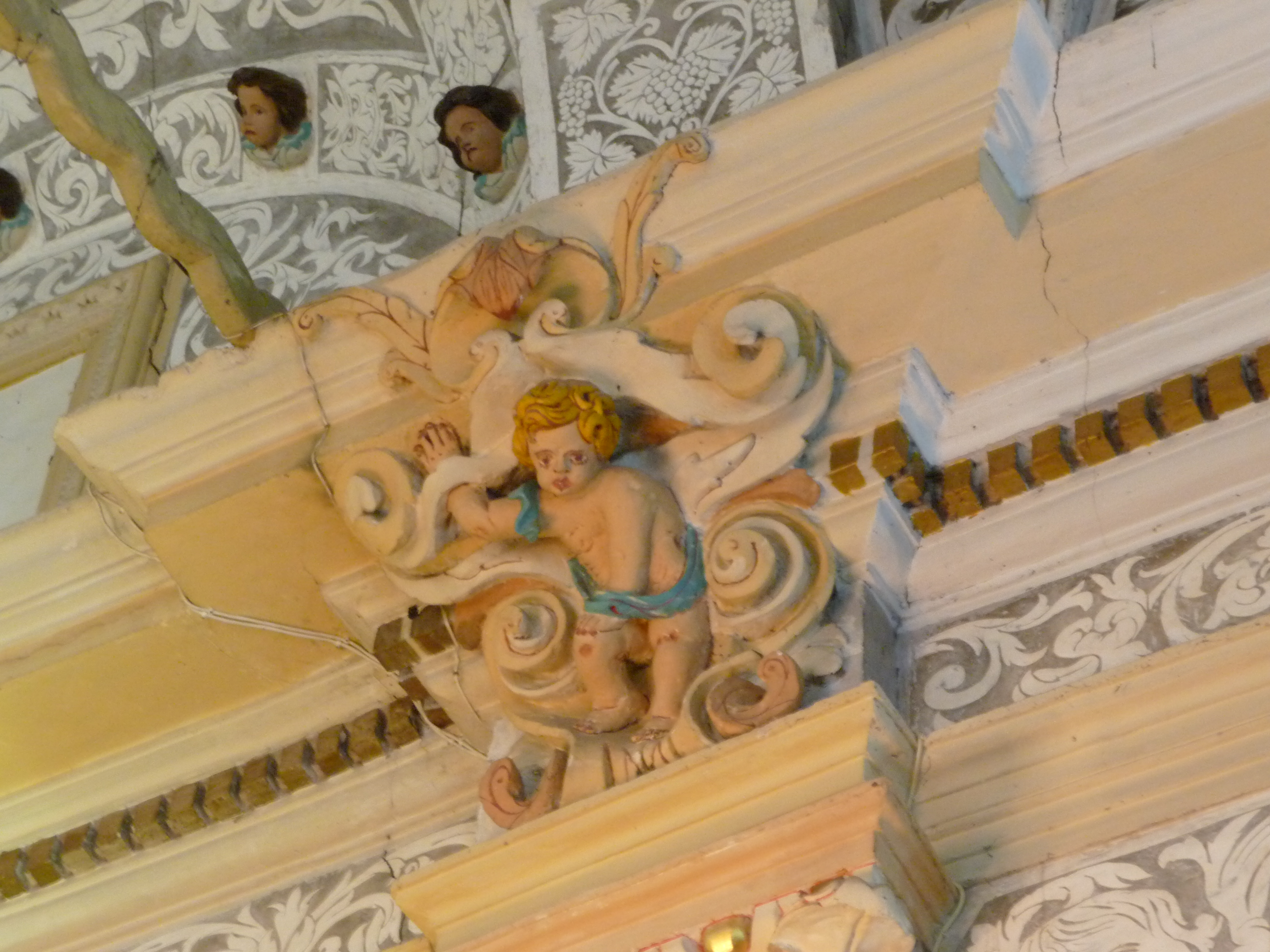
Decoración del interior
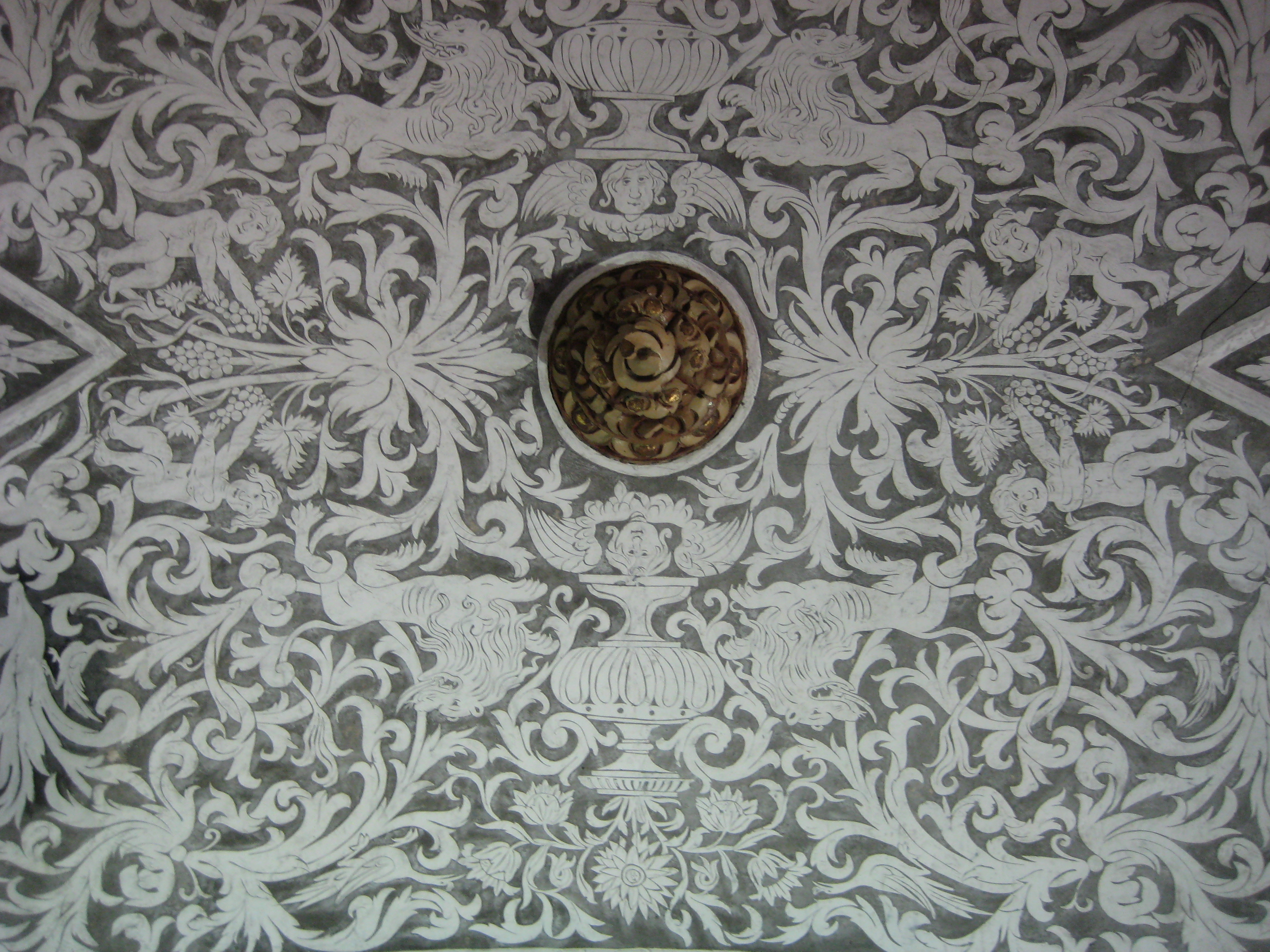
Decoración de la bóveda
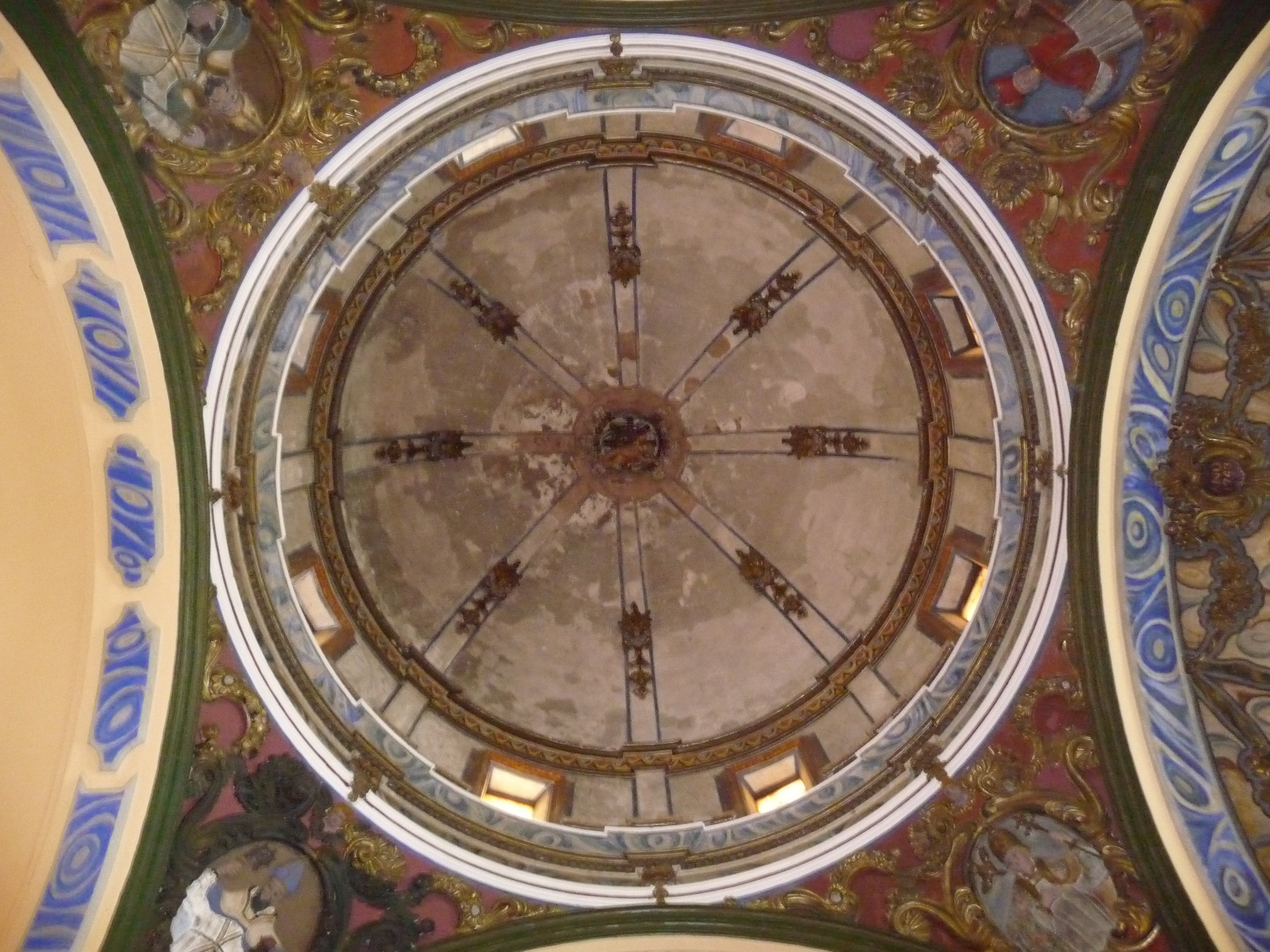
Cúpula de la capilla de la Comunión